# Canon RF 15-35mm f/2.8L IS USM
El Canon RF 15-35mm f/2.8L IS USM és un objectiu zoom el qual esta entre una focal gran angular i normal, de la sèrie L amb muntura Canon RF.
Aquest, va ser anunciat per Canon el 14 de febrer de 2019, amb un preu de venda suggerit de 2.679,99€.
Aquest objectiu s'utilitza sobretot per fotografia de paisatge i arquitectura.

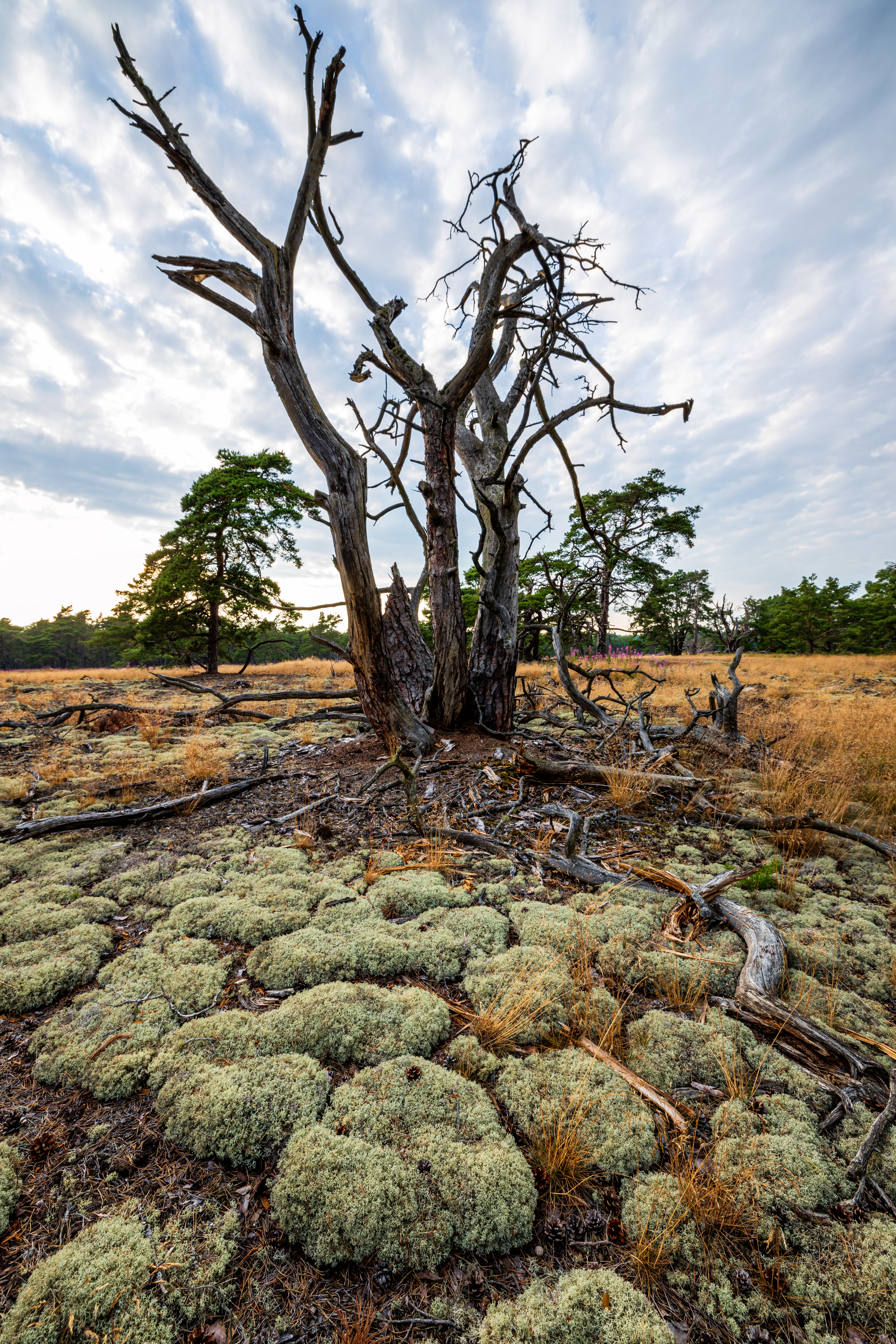
Arbre fotografiat a 15mm amb el Canon RF 15-35mm f/2.8L IS USM

## Característiques
Les seves característiques més destacades són:
- Distància focal: 15-35mm
- Obertura: f/2.8 - 22
- Motor d'enfocament: USM (Motor d'enfocament ultrasònic, ràpid i silenciós)
- Estabilitzador d'imatge de 5 passes
- Distància mínima d'enfocament: 28cm
- Rosca de 82mm
- Distorsió òptica a 15mm de -2,81% (tipus barril) i a 35mm de 0,368% (tipus coixí).[5]

- En format RAW i a 15mm i f/2.8 l'objectiu ombreja les cantonades amb més de quatre passes i mitja de llum, a partir de f/8 aquest efecte ja disminueix fins a una mica més de dues passes. Amb la correcció de lent activada, aquest ombrejat es veu molt reduït, a f/2.8 amb una mica més de dues passes de llum i a f/8 amb més de mig pas.[5]

- En format RAW i a 35mm i f/2.8 l'objectiu ombreja les cantonades amb una mica més de dos passes i mitja de llum, a partir de f/8 aquest efecte ja disminueix fins a gairebé un pas. Amb la correcció de lent activada, aquest ombrejat es veu molt reduït, a f/2.8 amb una mica més de mig pas de llum i a f/8 amb 0,31 passes.
- La millor qualitat òptica a 15mm la trobem a f/4 al centre i a f/5.6 a les cantonades. A 35mm la millor qualitat es troba entre f/4 i f/5.6 al centre i entre f/5.6 i f/8 a les cantonades.[5]

## Construcció[6]
- La muntura i la majoria de parts internes són de metall, mentre que les altres parts són de plàstic.
- El diafragma consta de 9 fulles, i les 16 lents de l'objectiu estan distribuïdes en 12 grups.
- Consta de tres lents asfèriques, tres d'ultra baixa dispersió, un revestiment d'esfera d'aire (ajuda a reduir els efectes fantasma) i dos lents de fluorita (per resistir la brutícia i taques).

## Accessoris compatibles[7]
- Tapa E-82 II
- Parasol EW-88F
- Filtres de 82mm
- Tapa posterior RF
- Estoig LP1222[6]

## Objectius similars amb muntura Canon RF
- Canon RF 14-35mm f/4L IS USM[8]

- Canon RF 15-30mm f/4.5-6.3 IS STM[9]